# Soendanezen

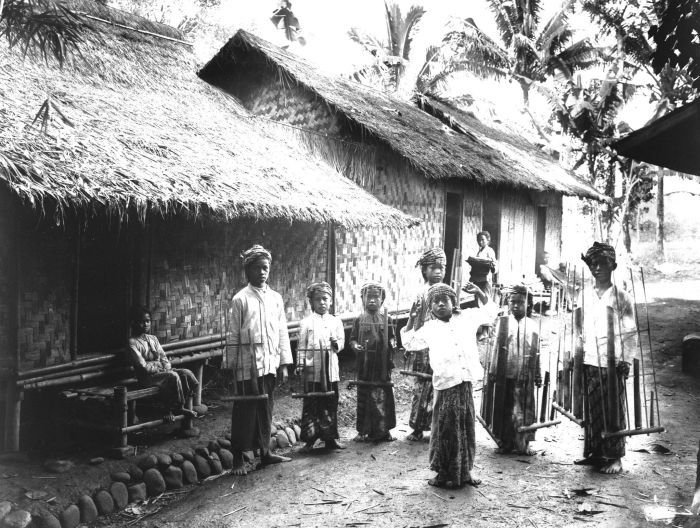
Soendanees dorpje (1910-1930)

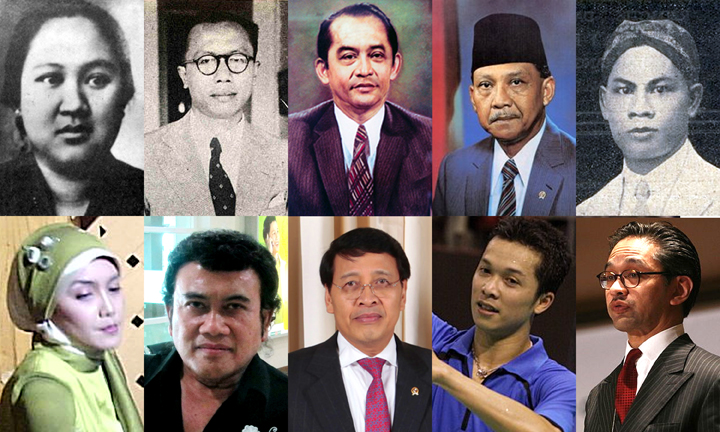
Belangrijke mensen van Soendanese afkomst

De Soendanezen zijn een etnische groep afkomstig uit het westelijke deel van het Indonesische eiland Java. Volgens de volkstelling van 2000 zijn ongeveer 31 miljoen mensen Soendanees. Daarmee zijn de Soendanezen de op een na grootste bevolkingsgroep van dit gebied, na de Javanen. Soendanezen zijn overwegend moslim en ze spreken Soendanees. De gemeenschappelijke identiteit die de Soendanezen met elkaar verbindt, is hun taal en cultuur.
De Soendanezen bevonden zich van oudsher voornamelijk in de provincies West-Java, Banten en Jakarta, en in het westelijk deel van Midden-Java. Soendanese migranten konden ook worden gevonden in Lampung en Zuid-Sumatra. De Soendanezen waren naast de Javanen de grootste groep onder de Oost-Indische contractarbeiders die aan het einde van de negentiende en begin van de twintigste eeuw naar Suriname werden gebracht om op de plantages te werken: 5% van de immigranten was Soendanees, onder andere Iding Soemita, oprichter van de Javaanse partij KTPI. Hun nazaten hebben echter de dominante, Javaanse cultuur en identiteit overgenomen.